# Ллевеллин, Карл
Карл Никерсон Ллевеллин (англ. Karl Nickerson Llewellyn; 22 мая 1893 — 13 февраля 1962) — известный американский учёный-правовед, представитель реалистической школы права. «Журнал правовых исследований» признал Ллевеллина одним из двадцати самых цитируемых учёных-юристов XX века.

## Биография
Карл Ллевеллин родился 22 мая 1893 года в городе Сиэтл, но вырос в Бруклине. Он посещал Йельский колледж и юридический факультет Йельского университета, где служил в качестве главного редактора Йельского юридического журнала.
Ллевеллин учился за границей в Сорбоннe в Париже, когда началась Первая мировая война в 1914 году. Он с сочувствием относился к немецким идеям и поехал в Германию в попытке поступить на службу в немецкую армию, но попытка не увенчалась успехом из-за его отказа отречься от своего американского гражданства. Тем не менее, Ллевеллину было разрешено сражаться в составе 78-м пехотного прусского полка, где он был ранен в Первой битве при Ипре. За свои действия он был повышен в звании до унтер-офицера и получил Железный крест 2-го класса. Проведя десять недель в немецкой больнице в Нюртингене, после того как его ходатайство остаться на службе без принесения присяги на верность Германии было отклонено, Ллевеллин вернулся в Соединенные Штаты и продолжил обучение в Йельском университете в марте 1915 года . Удивительно, но после того как Соединённые Штаты вступили в войну, Ллевеллин попытался поступить на службу и в армию США. Он был отвергнут в связи с его участием в немецкой кампании.
Ллевеллин устроился работать на юридический факультет Колумбийского университета в 1925 году, где оставался до 1951 года, после чего перешёл в Правовую школу Чикагского университета. К тому времени в Колумбии Ллевеллин стал одним из основных учёных-правоведов своего времени и был ключевой фигурой в дискуссии по поводу правового реализма. Он также являлся главным составителем Единообразного торгового  кодекса (ЕТК) США. Позже он женился на коллеге, профессоре права и составителе ЕТК Зое Менчикофф (Меньшиковой), которая впоследствии стала деканом школы права Университета Майами. Ллевеллин умер в Чикаго от сердечного приступа 13 февраля 1962 года.

## Ллевеллин и правовой реализм
Ллевеллин и правовые реалисты уделяли большее внимание фактам конкретных дел, нежели общим правовым нормам. Юриспруденция, утверждали реалисты, не дедуктивная наука. Ллевеллин известен своим заявлением, сделанным в курсе лекций под названием «Куст ежевики», о том, что действия должностных лиц — судей, шерифов, клерков, тюремщиков и адвокатов — и являются, на его взгляд, самим правом. Однако этот возможный подход к определению сущности права был подвергнут критике, как неполный, в книге Г. Л. А. Харта «Понятие права» (The Concept of Law), которая имела значительное влияние на юриспруденцию в целом.

## Основные труды
- 1930: The Bramble Bush: On Our Law and Its Study (1930), written especially for first-year law students. A new edition, edited and with an introduction by Steven Sheppard, was published in 2009 by Oxford University Press.
- 1941: The Cheyenne Way (with E. Adamson Hoebel) (1941), University of Oklahoma Press.
- 1960: The Common Law Tradition-Deciding Appeals (1960), Little, Brown and Company.
- 1962: Jurisprudence: Realism in Theory and Practice (1962).
- 1989: The Case Law System in America, edited and with an introduction by Paul Gewirtz, University of Chicago Press.
- 2011: The Theory of Rules, edited and with and Introduction by Frederick Schauer, University of Chicago Press